# Aprilia Pegaso
L'Aprilia Pegaso è una motocicletta prodotta dall'Aprilia. Fu una delle prime alternative alle classiche moto da enduro "totale" deserto-strada, presentando caratteristiche ciclistiche più votate all'uso su asfalto e anticipando in questo l'evoluzione delle moto da enduro stradale. Fu presentata al pubblico per la prima volta nel 1989 nella cilindrata 125 cm³, è stata prodotta anche nelle cilindrate 50 cm³, 600 cm³ e 650 cm³. È uscita definitivamente di produzione nel 2011.

## Pegaso 50
Prodotto dal 1992 al 1995, questo modello, esattamente come il 125 cm³, riprende molto dall'Aprilia RX. La sua presentazione al pubblico venne accompagnata dalla versione 600 della moto. In questo modello non si è portato un incremento di serbatoio come le altre versioni.

## Pegaso 125
Prodotta dal 1989 al 1995, l'Aprilia Pegaso 125 era una moto derivata dal Tuareg Wind, dal quale ereditava il telaio, la ciclistica in generale e il motore, il Rotax 123 da 124,8 cm³ a 2 tempi e si situava nel segmento delle entro fuoristradistiche, adatte ad un uso cittadino ma con delle capacità nel fuoristrada leggero.
La linea della moto presentava fianchetti portanumero laterali filanti e il serbatoio raccordato con il cupolino portafaro a doppi proiettori; era dotata di strumentazione comprendente contagiri, contachilometri, indicatore della temperatura e spie varie. Il motore era verniciato di colore grigio scuro con i carter esterni marrone metallizzato. La moto era anche dotata di un comodo portaoggetti posteriore che includeva due maniglie laterali per il passeggero.
Il motore era raffreddato a liquido, con cambio a sei rapporti ben distanziati. La prima marcia molto corta e la sesta molto lunga permettevano sia un'ottima ripresa che un'ottima velocità di punta che toccava i 150 km/h sul tachimetro.
Il cilindro era un Gilardoni in alluminio con riporto in Ginisil sulla canna. La moto era dotata di valvola Rave a controllo elettronico allo scarico con centralina elettronica che ne determinava l'apertura a 7100 giri in luogo dei 7800 per i modelli più potenti come RX e Tuareg e gli 8400 giri delle RS da Sport Production. Il carburatore era un Dell'Orto PHBH 28 assistito da un pacco lamellare all'aspirazione e filtro aria in spugna a bagno d'olio. 
Il telaio era lo stesso del Tuareg Wind, in acciaio a tubi quadri color grigio cenere, monotrave con culla sdoppiata all'altezza dello scarico e telaio reggisella, anch'esso in tubi quadri, solidale alla sezione portante dello stesso. Le ruote erano da 19 pollici all'anteriore con pneumatico da 100 mm e da 17 pollici al posteriore con pneumatico da 120 mm. I cerchioni erano in acciaio a raggi. La forcella a steli rovesciati in alluminio dorato da 38 mm aveva un'escursione di 220 mm e la sospensione posteriore, su forcellone in acciaio con la collaudata APS (Aprilia Progressive System), aveva 220 mm di escursione. L'ammortizzatore era quello già presente sulla vecchia ETX, poi passato al Tuareg e infine al Tuareg Wind, in nessun modo regolabile se non nel precarico molla.
L'impianto frenante era sempre quello del Tuareg Wind con un freno a disco da 220 mm al posteriore e un disco da 300 mm all'anteriore, sul lato destro. A differenza degli altri modelli fuoristradistici la Pegaso manterrà la marmitta a passaggio alto anche dopo il 1990.
Il serbatoio era meno capiente del Tuareg Wind (18 litri) ma con i suoi 13 litri (dei quali 5 di riserva) consentiva una buona autonomia. La miscelazione era separata con vaschetta olio da 1,4 litri di cui 0,5 di riserva. Il cavalletto era solo laterale a differenza delle fuoristrada Aprilia più spinte che ce l'avevano solo centrale. Il peso (dichiarato) della moto era di 110 chili a vuoto con interasse di 1380 mm e altezza sella di 900 mm da terra.
Nel 1990 esce la seconda serie che rimane pressoché invariata a parte i colori e le grafiche; il motore è sempre il Rotax 123, il telaio è invariato ma i tubi hanno una trafilatura diversa e la marmitta ha un nuovo design mantenendo il passaggio alto.
Nel 1991 c'è un primo restyling della carrozzeria che rimarrà invariata, a parte colori e grafiche, fino al 1994. Scompare il doppio faro anteriore sostituito da un singolo faro trapezoidale. Cambia quindi il portafaro e cambia anche il codino posteriore, nell'alloggiamento del fanale/stop che però rimane sempre lo stesso. Il tubo di scarico ha una nuova griglia per non scottarsi la gamba e anche il terminale silenziatore ne viene dotato.
Il motore è il nuovo Rotax 123 di seconda generazione, con diverso carter volano, nuovo albero motore, nuovo selettore del cambio, sempre privo di avviamento a pedivella ma dotato di avviamento elettrico. Come per tutte le altre Aprilia il motore adesso è verniciato color alluminio. La marmitta, prima volta per un 125, ha il catalizzatore nel terminale di scarico, il che impone il passaggio al cilindro 223616 e al carburatore VHSB34 LD in luogo del PHBH 28 precedentemente utilizzato, per ovviare alla perdita di prestazioni dovute al catalizzatore. I cavalli adesso sfiorano i 29 e la velocità massima aumenta di 5 km/h circa. Il comando del gas è nuovo e lo pneumatico posteriore passa da 120 a 130 mm di larghezza. Il disco del freno anteriore passa al lato sinistro, mantenendo invariato il diametro ma adottando una nuova pinza. La rapportatura finale viene leggermente accorciata, con 2 denti in più sulla corona, per compensare il maggior sviluppo del pneumatico da 130 mm ed assecondare la maggior propensione del motore a "girare alto".
Il telaio viene rivisitato nella sezione posteriore dove la modifica più evidente è una fazzolettatura triangolare sull'attacco del traliccio reggisella al telaio principale in zona fulcro forcellone. La forcella rimane rovesciata, si passa a una Marzocchi da 41 mm di diametro ma perde 10 mm di escursione passando a 210 mm totali. I foderi non sono più in alluminio ma in acciaio cromato.
Nel 1992 cambiano le forme dei carter esterni, più arrotondati. Il selettore del cambio è migliorato così come lo spingidischi della frizione rendendo i due comandi più morbidi. Gli ingranaggi interni della quarta e della quinta marcia sono invertiti e il cavo del contagiri è spostato nella parte anteriore del carter frizione. A differenza degli altri modelli fuoristradistici più spinti che adottano dal 1991 una rapportatura interna aggiornata (le prime tre marce più ravvicinate) il Pegaso continua a mantenere ancora la rapportatura interna distanziata di prima generazione.
Nel 1994 esce l'ultima serie della Pegaso 125, tutto rimane invariato tranne i colori. Per la prima volta il telaio non è grigio cenere (lo rimangono solo cavalletto e forcellone) ma nero, così come i foderi della forcella. La carrozzeria è bianca, blu scura e rosso ciliegia e il portafaro è magenta con la sella blu scura. 

## Pegaso 600
Presentata nel 1990 e nella cilindrata di 600 cm³, questo modello era caratterizzato da un propulsore monocilindrico di elevata cubatura, il Rotax 560 (precisamente di 562 cm³) già usato sulla Tuareg 600, da cui riprende anche il telaio monoculla sdoppiata in tubi quadri in acciaio.

## Pegaso 650-1992
Presentata nel 1992, prima enduro stradale ad essere dotata di telaio a doppio trave in alluminio. Rinnovata nell'estetica e nel motore, abbandona il vecchio Rotax 560 e passa al Rotax 655 da 652 cm³ con 5 valvole (3 aspirazione, 2 scarico) comandate da 2 alberi a camme in testa comandati da una catena (non più a cinghia dentata come sul vecchio 604 della Tuareg 600).
Il nuovo motore è raffreddato a liquido ed è più "corposo", ma i cavalli non subiscono una grande variazione nonostante l'aumento della cilindrata ed il motore concettualmente più moderno, in compenso guadagna elasticità e coppia motrice.
Queste prime versioni vengono dette GA e prodotte fino alla fine del 1995, in seguito all'aggiornamento fatto in collaborazione con BMW, viene prodotta dal 1996 la serie MX dove viene rivisto il motore, infatti non gira più su cuscinetti ma su bronzine, e l'alternatore viene maggiorato da 190 W a 240 W.
Nel 1997, mentre i modelli di minore cilindrata venivano tolti dal listino, venne presentata la Pegaso 650 Cube con una nuova linea, (che ricorda vagamente la RS) diversa taratura ciclistica, che ha variato le misure della moto apportando anche varie altre modifiche in tutti i reparti della meccanica.
Nel 2001 due altre importanti modifiche, l'adozione dell'iniezione elettronica e la sostituzione della forcella anteriore a steli rovesciati con una in configurazione classica.

## Pegaso 650-2005
Alla sua quarta edizione, presentata all’Intermot di Monaco nel 2004, la Pegaso è stata completamente rinnovata e proposta in tre diverse versioni: 
- Pegaso 650 Strada, per gli amanti della velocità e delle curve strette, caratterizzata dalle ruote con diametro di 17 pollici con cerchi in lega.
- Pegaso 650 Trail, più comoda per percorrere lunghe distanze, di impostazione più enduristica, con ruota anteriore a raggi da 19 pollici.[4]
- Pegaso 650 Factory, di impostazione simile alla Pegaso 650 Strada con ruote da 17 pollici, presenta componenti alleggeriti, cerchi a raggi dorati ed un look più sportivo, ma senza incrementi di potenza o coppia rispetto al motore in versione turistica.[5]

Tutte e tre queste versioni hanno un nuovo motore da 650 cm³ Yamaha-Minarelli accreditato di 48 CV (35 kW) e di una coppia di 6 kgm. Questo monocilindrico, pur essendo utilizzato anche da molte delle case motociclistiche concorrenti, è stato rivisto da Aprilia per quanto riguarda l'aspirazione, l'iniezione e i collettori di scarico.
A novembre 2006 tutta la gamma viene omologata secondo la normativa Euro 3.